# Joseph Timmers
Jan Joseph Marie ("Zef") Timmers, beter bekend als prof.dr. J.J.M. Timmers (Sittard, 25 maart 1907 – Maastricht, 20 augustus 1996) was een Nederlands kunsthistoricus. Timmers was in Nederland dé specialist op het gebied van de Maaslandse kunst en publiceerde hierover op een toegankelijke wijze. Hij was onder meer hoogleraar aan de Katholieke Universiteit Nijmegen en de Jan van Eyck Academie in Maastricht, conservator van Museum Het Land van Sittard en het Aartsbisschoppelijk Museum in Utrecht, en directeur van het Bonnefantenmuseum in Maastricht.

## Biografische schets
Joseph Timmers werd in 1907 geboren te Sittard als zoon van Jules Theophile Joseph Marie Timmers (1869-1927) en Maria Barbara Jozefa Langohr (1879-1908). Zijn moeder overleed toen hij één jaar oud was. Timmers groeide op in het redelijk welgestelde, katholiek eenoudergezin, waarin de rol van de moeder werd waargenomen door twee ongehuwde tantes en de huishoudster Truke.

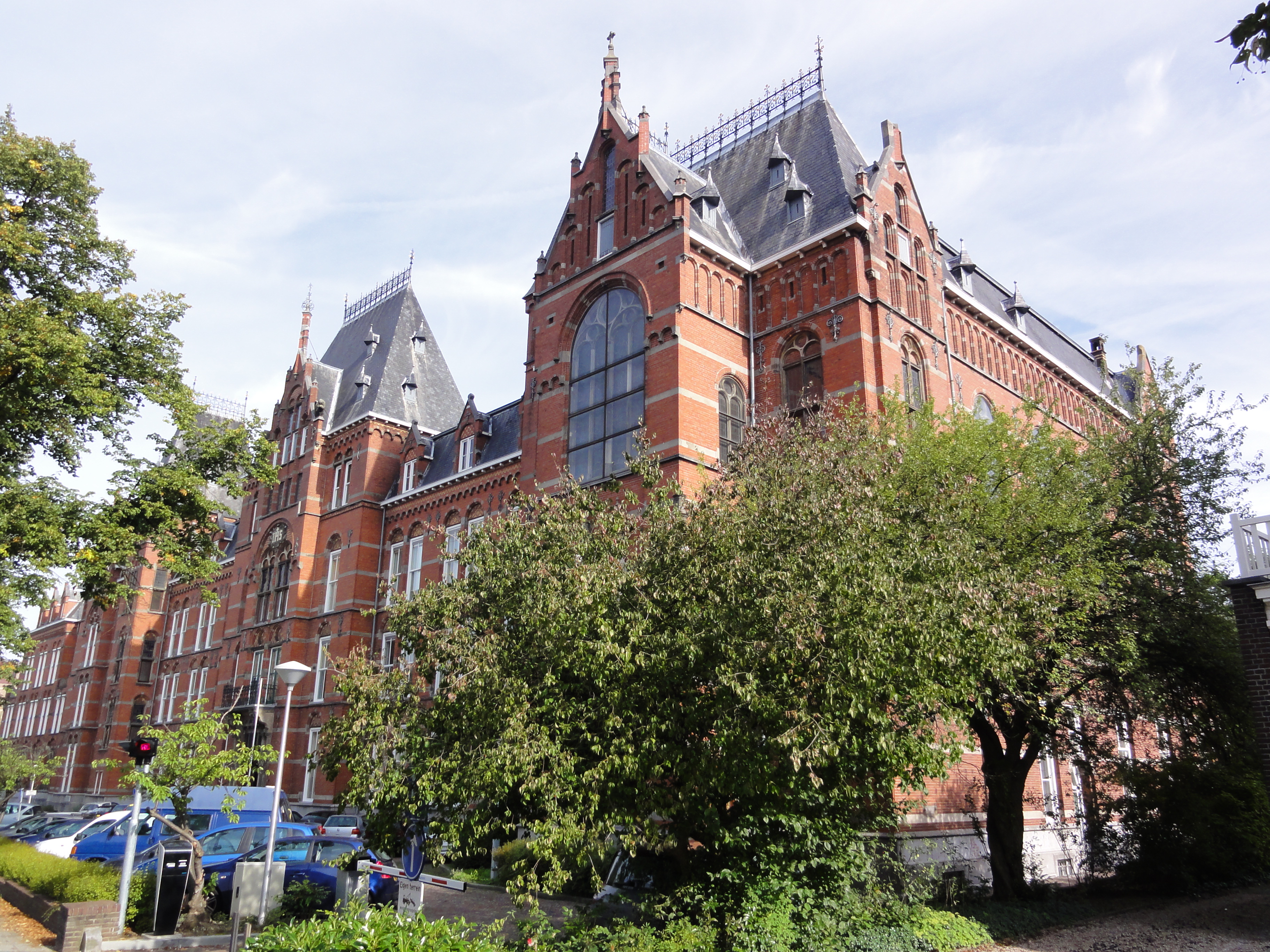
Canisius College, Nijmegen

Vanaf zijn 11e volgde Zef de gymnasiumopleiding aan het Canisius College in Nijmegen, een jezuïetenkostschool. Joseph Timmers bleek gevoelig voor de religieuze sfeer op school. In 1926 werd hij frater bij het Karmelietenklooster in Boxmeer en na zijn noviciaat studeerde hij filosofie aan het Nijmeegse Carmelcollege. In 1930 trad hij uit het klooster en keerde terug naar Sittard.
Dankzij het familiefortuin dat Zef na het overlijden van zijn vader verwierf, was er geen onmiddellijke noodzaak om werk te zoeken. Hij was onder andere actief als regionaal jeugdleider bij de Katholieke Verkenners. Verder tekende en schilderde hij en gaf hij schilderlessen. In deze jaren onderhield hij een vriendschappelijke correspondentie met Titus Brandsma, die hem aanspoorde zijn artistieke talenten verder te ontwikkelen. Uiteindelijk gaf hij de voorkeur aan de bestudering in plaats van de beoefening van de kunsten. In Sittard was hij in 1936 de drijvende kracht achter enkele tentoonstellingen en de oprichting van Museum Het Land van Sittard (nu: Museum De Domijnen) in het historische Kritzraedthuis.
Van 1936 tot 1940 studeerde hij kunstgeschiedenis aan de Katholieke Universiteit Nijmegen. In 1940 slaagde hij cum laude voor zijn doctoraal examen. In 1942 promoveerde hij op een dissertatie over de schilder Gerard de Lairesse. Zijn promotor was professor Gerard Brom.
Van 1942 tot 1946 woonde Timmers vanwege zijn werk in Utrecht. In 1946 verhuisde hij om dezelfde reden naar Maastricht, waar hij tot zijn dood zou blijven wonen. De eerste jaren huurde hij met enkele anderen een appartement van de barones de Rosen in kasteel Borgharen. Vanaf 1949 woonde hij in het pand Papenstraat 13, het oude refugiehuis van de Luikse Sint-Jacobsabdij. Zef Timmers was niet getrouwd en had geen kinderen. Tot zijn vriendenkring behoorden de dichter Jan Engelman, de schrijver en dichter Felix Rutten, de kunstenaars Frans Gast en Hubert Levigne, en de priesters Jean Rouwet en Willem Sangers. Joseph Timmers stierf op 89-jarige leeftijd in een verzorgingshuis in Maastricht. In 2017 werd de urn met zijn as overgebracht van de Begraafplaats Oostermaas naar Kasteel Borgharen, waar het in een nis geplaatst werd.
Al tijdens zijn leven ontving Timmers diverse eerbewijzen van onder andere de gemeente Sittard, de gemeente Maastricht, de provincie Limburg en het bisdom Roermond. In 1972 ontving hij de pauselijke onderscheiding van ridder in de Orde van Sint-Gregorius de Grote. Zijn naam leeft voort in de in 1997 opgerichte en in Sittard gevestigde Prof. Dr. Timmers Stichting, die het ontwikkelen van cultuurhistorische activiteiten in het Maasland en in het bijzonder in Sittard en zijn periferie ten doel heeft.

## Loopbaan

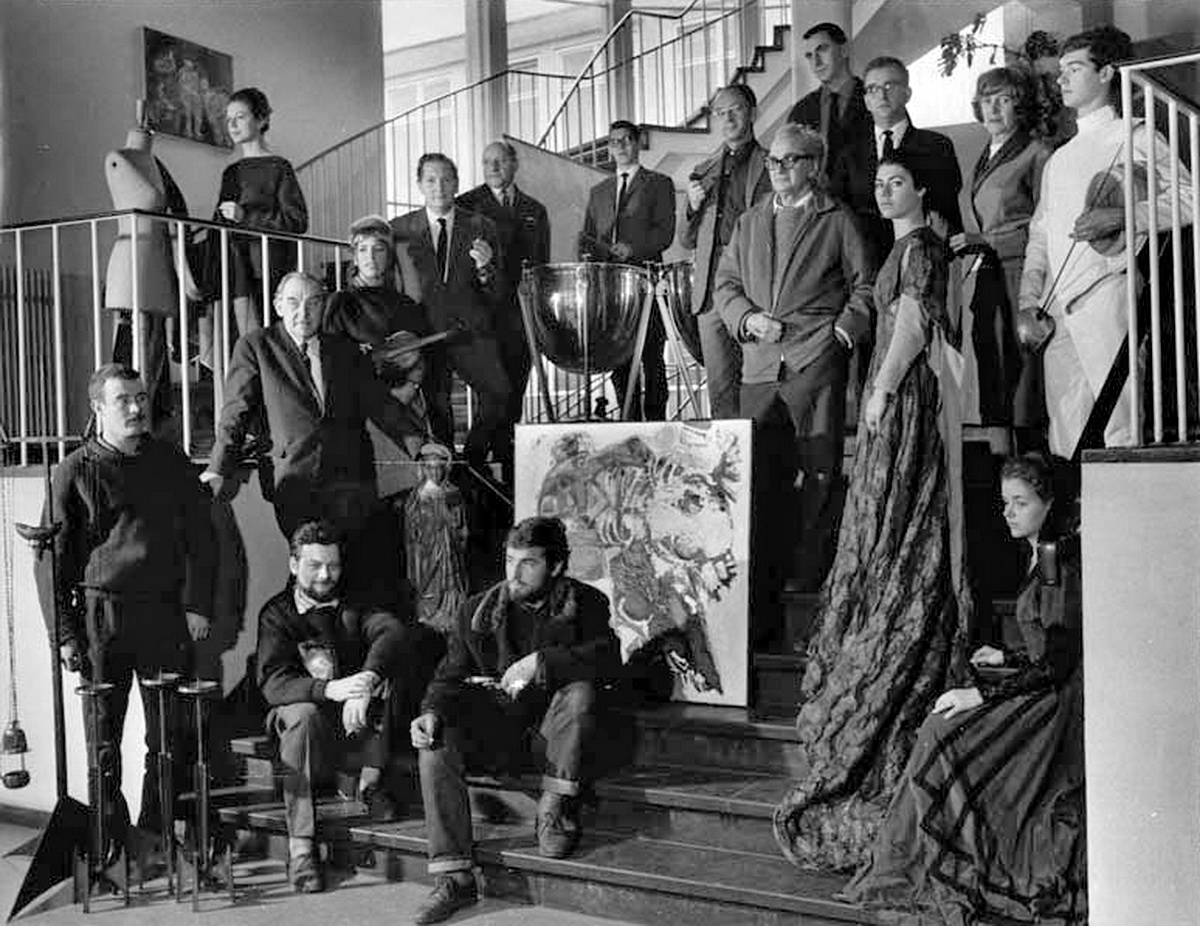
Timmers (staand, 2e van links) tussen staf en studenten van verschillende Maastrichtse kunstinstellingen, 1964

### Hoogleraar en museumdirecteur
Van 1942 tot 1946 was Timmers conservator van het Aartsbisschoppelijk Museum (later: Museum Catharijneconvent), toentertijd gevestigd in twee kloosters in de binnenstad van Utrecht: het Agnietenklooster en het Catharijneconvent. Toen Gerard Brom in 1947 met emeritaat ging, volgde Joseph Timmers hem in Nijmegen op als buitengewoon hoogleraar Esthetiek en Kunstgeschiedenis van de Nieuwe Tijd. Zijn inaugurele rede was getiteld: De beeldhouwkunst van het Neder- en Middenmaasdal tijdens de 16e eeuw. Een jaar later werd hij hoogleraar Kunstgeschiedenis en Iconografie aan de Jan van Eyck Academie in Maastricht, een functie die hij tot 1977 zou vervullen (van 1955-65 als directeur; waarvoor hij ontslag nam in Nijmegen). Daarnaast was Timmers van 1949 tot 1962 provinciaal inspecteur kunstbescherming onroerende monumenten.
Vanaf 1946 was Timmers conservator-directeur van het Provinciaal Museum van Oudheden in Maastricht en tevens conservator van het rond die tijd opgerichte Bisschoppelijk Museum Roermond, dat een collectie kunstschatten van het bisdom Roermond onder beheer kreeg. Timmers zette zich ervoor in om de collecties van beide instellingen samen te brengen in het Bonnefantenklooster in Maastricht, waarmee het Bonnefantenmuseum een feit was. In 1968, nog voor de ingebruikname van het gerestaureerde museumgebouw, trad hij terug. Zijn poging om in 1965 directeur van het Nederlands Historisch Instituut in Rome te worden, mislukte, iets waar hij zeer teleurgesteld over was.

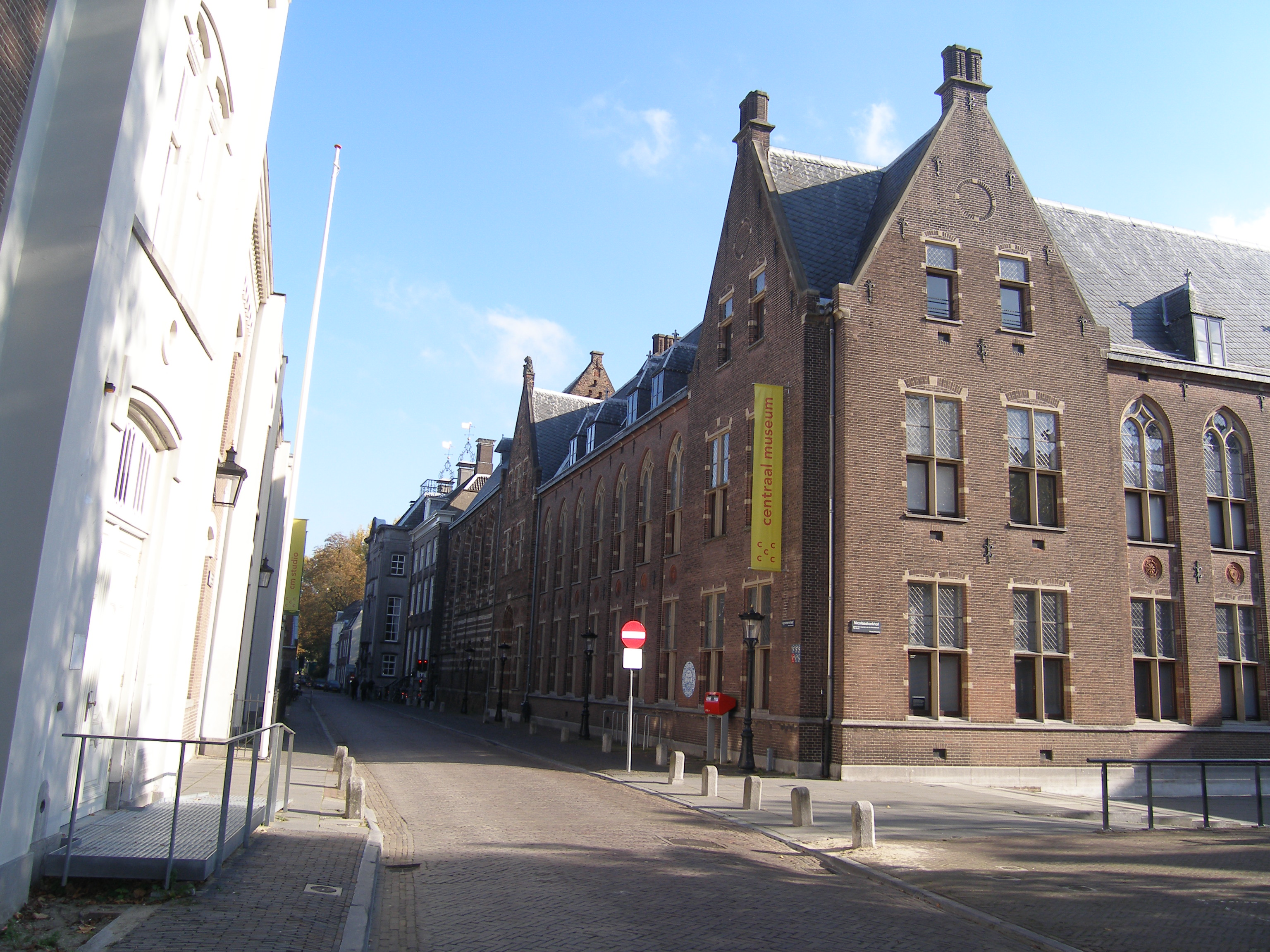
Aartsbisschoppelijk Museum, Utrecht
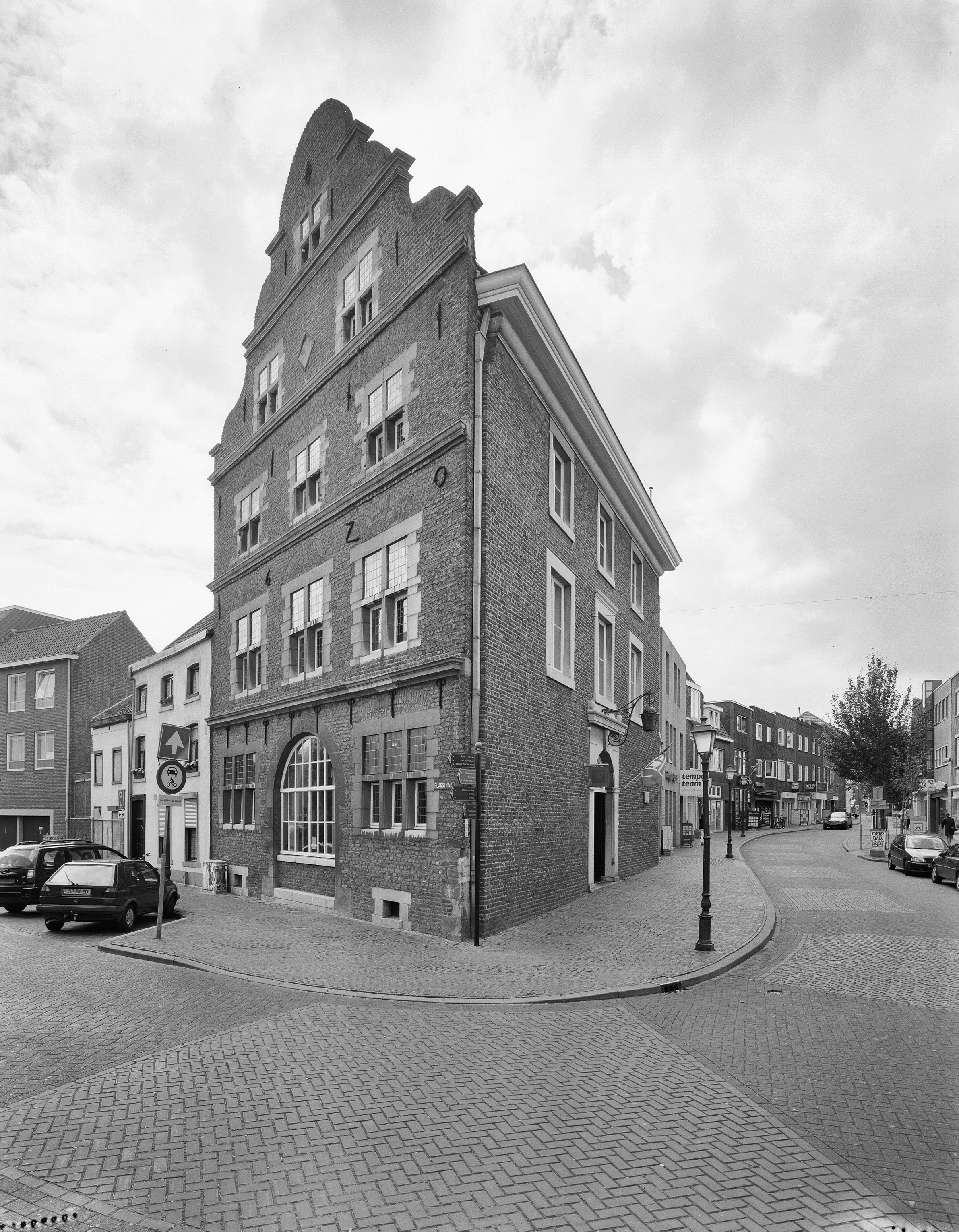
Museum Het Land van Sittard
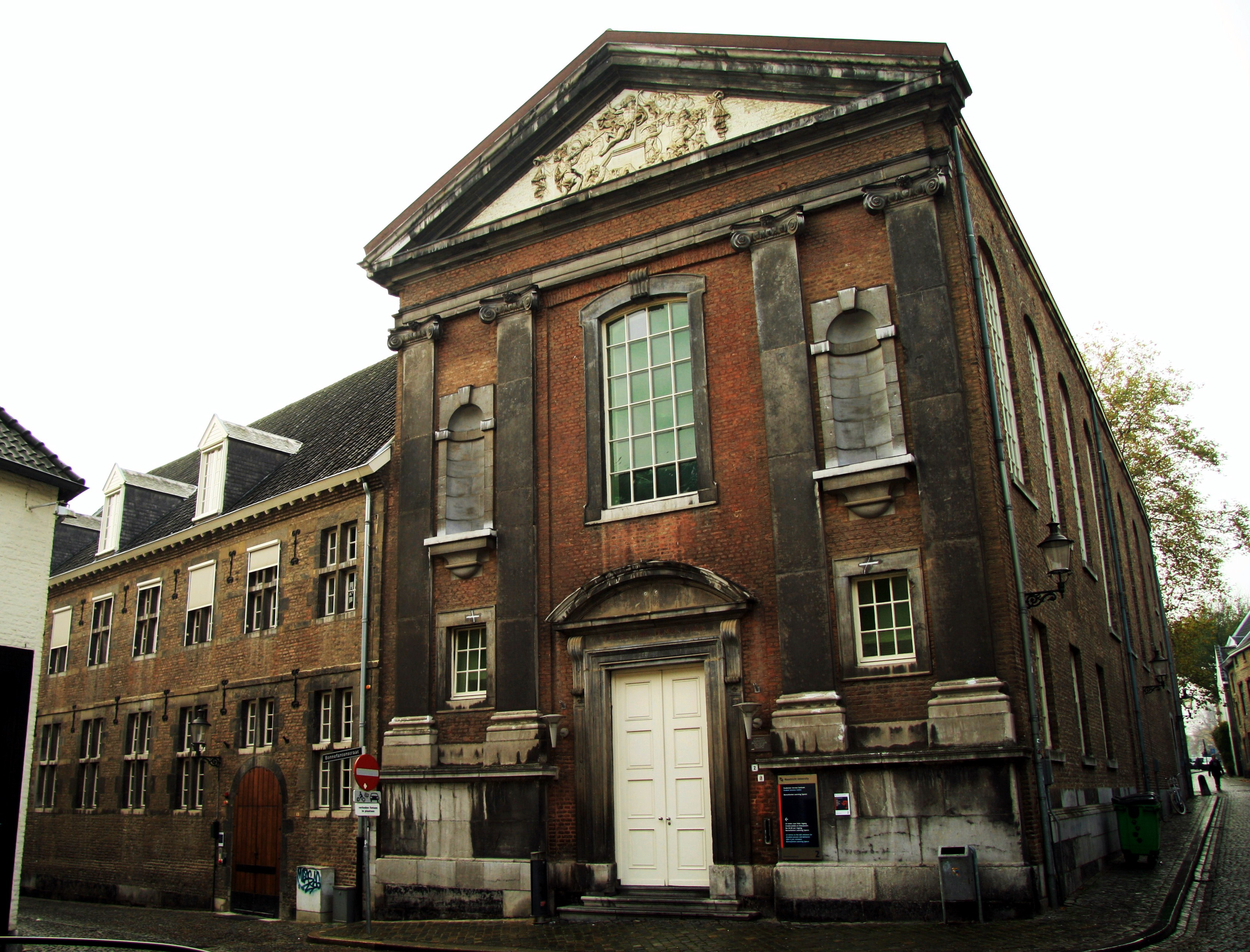
Bonnefantenmuseum, Maastricht
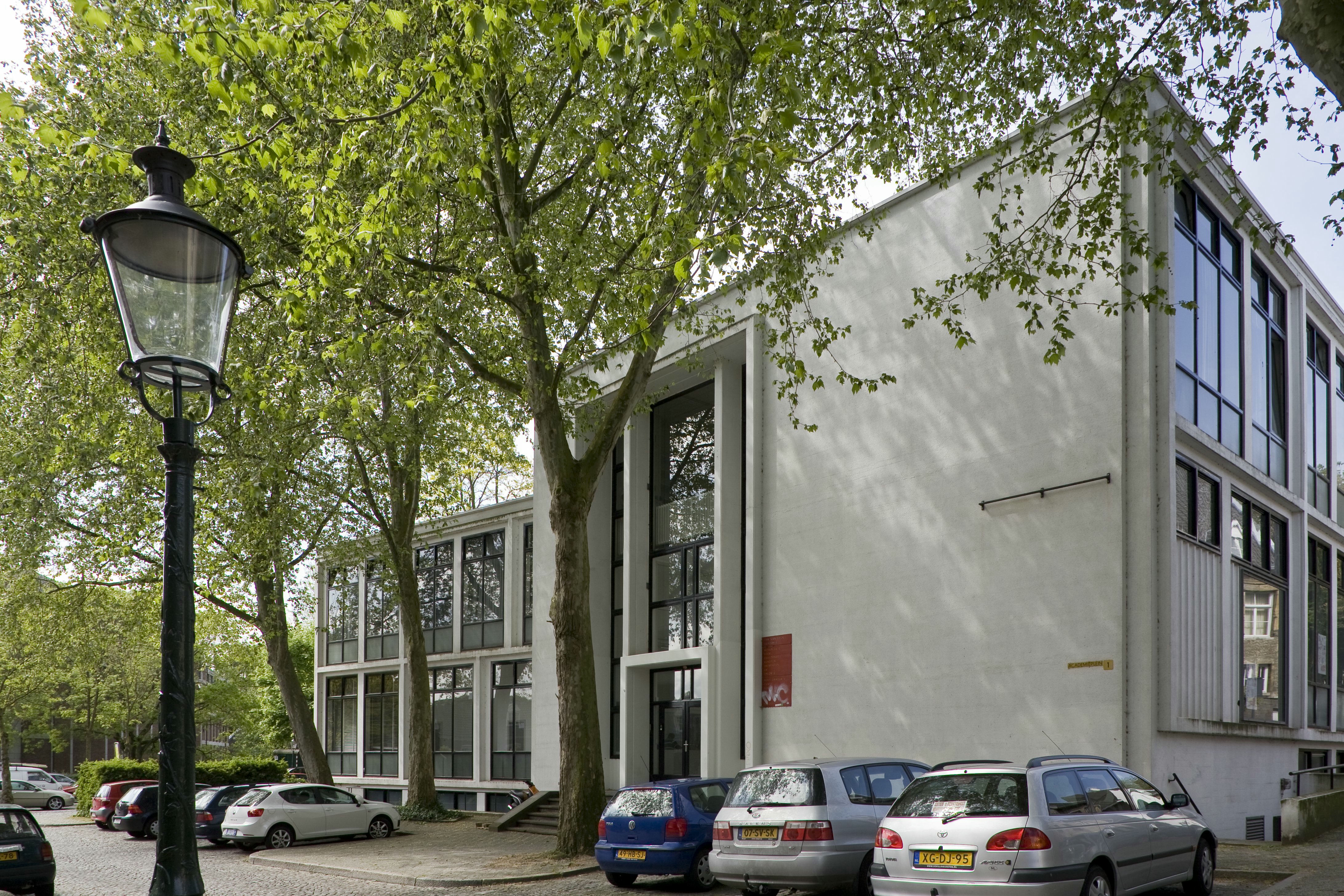
Jan van Eyck Academie, Maastricht

### Publicist

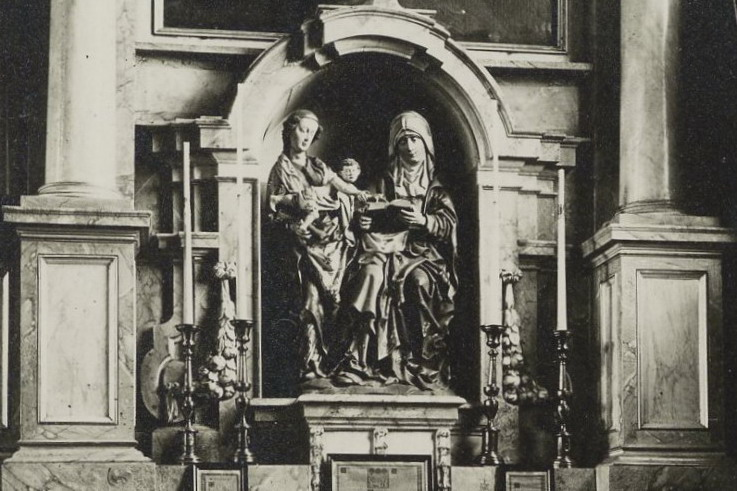
Anna te Drieën, St-Augustinuskerk, Elsloo: Timmers' ontdekking van de Meester van Elsloo

Na zijn museumloopbaan legde Timmers zich toe op het schrijven van boeken en artikelen, het leiden van excursies (voornamelijk naar Italië) en het geven van voordrachten en cursussen. Van 1947 tot 1968 was Timmers hoofdredacteur van De Maasgouw en de Publications de la Société Historique et Archéologique dans le Limbourg (PSHAL), beide uitgegeven door het Limburgs Geschied- en Oudheidkundig Genootschap (LGOG).
Prof. Timmers was gespecialiseerd in de Maaslandse kunst, waarmee hij vooral de romaanse kunst bedoelde, en waarover hij uitgebreid publiceerde. Hij was waarschijnlijk ook degene die de term Maaslandse renaissance introduceerde. Zijn tweedelige studie De kunst van het Maasland uit 1971 en 1980 geldt nog steeds als een standaardwerk, hoewel inmiddels bij zijn definities van de Maaslandse architectuur kritische kanttekeningen zijn geplaatst.
Timmers was een expert en connoisseur van (laat-)middeleeuwse houten beelden en geldt als de ontdekker van de Meester van Elsloo. In 1940, nog tijdens zijn studie, publiceerde hij in het tijdschrift Oud-Holland het artikel 'Een onbekend beeldsnijder der 16e eeuw: de "Meester van Elsloo"'. In het artikel introduceerde hij de noodnaam Meester van Elsloo voor een groep laat-middeleeuwse houten beelden, waarvan een Anna te Drieën in de Sint-Augustinuskerk te Elsloo de belangrijkste werd geacht. Later werden door hem en anderen tientallen andere beelden aan dit Maaslandse atelier toegeschreven. Over een andere laat-middeleeuwse beeldensnijder, Jan van Steffeswert, publiceerde hij eveneens uitgebreid.
Timmers had een grote liefde voor de geschiedenis en schoonheid van Limburg, een liefde die hij wilde doorgeven aan anderen. In interviews roemde hij zijn vader, zijn onderwijzer Kentgens en de huisdokter Schoenmaekers als degenen die hem leerden kijken of, in zijn eigen woorden, leerden "zien". Hij beschouwde het als zijn roeping ook anderen te leren zien. De vele populair-wetenschappelijke publicaties van zijn hand droegen hieraan bij. Bijna iedereen in Limburg kende in de jaren 1960, '70 en '80 de DSM-kalenders, waarvan hij er dertien samenstelde en van begeleidende teksten voorzag. Ook als reisleider in Italië leerde hij menigeen de kunst van het kijken.

## Nalatenschap

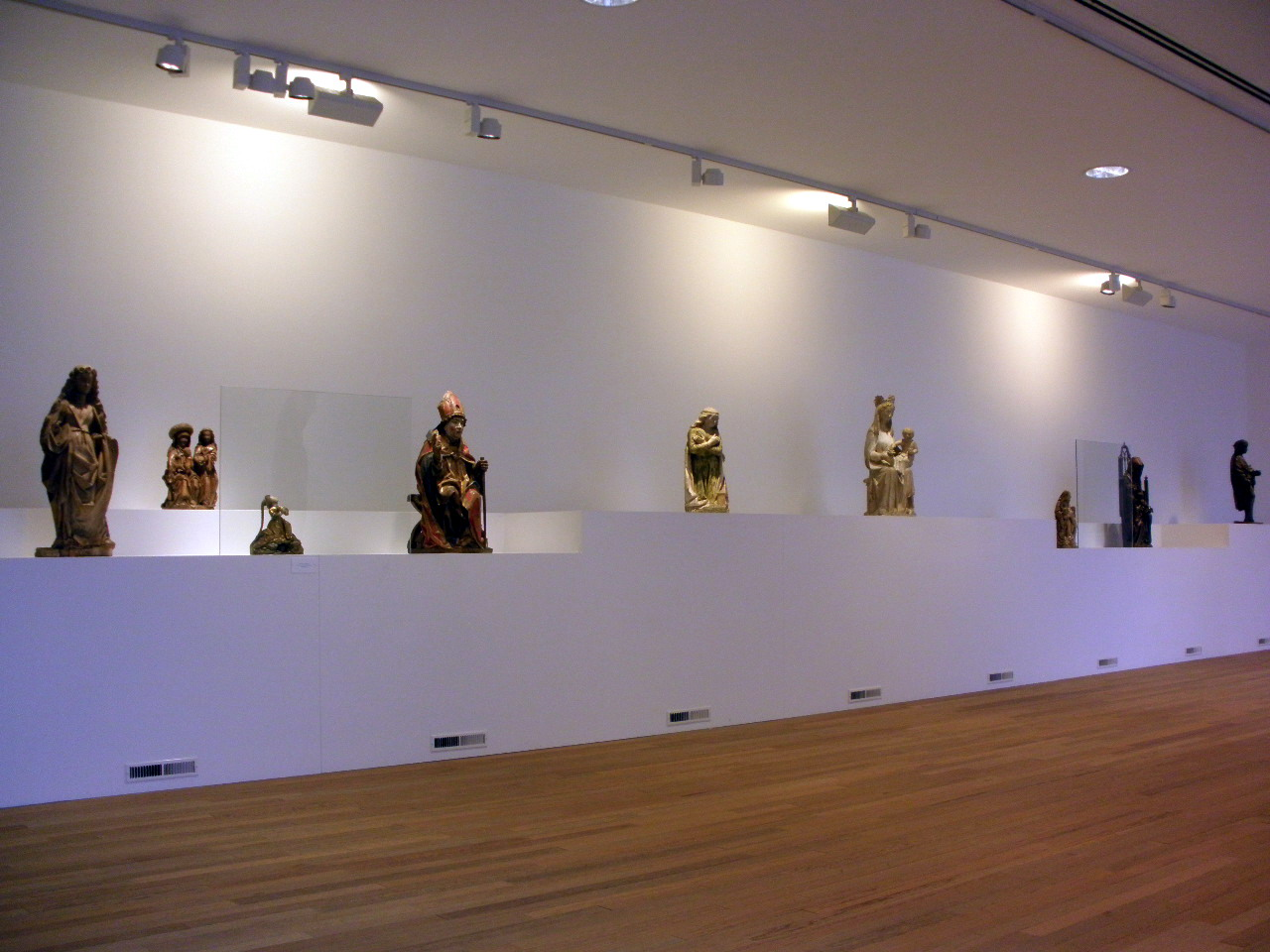
Bonnefantenmuseum: links Jan van Steffeswert, rechts de Meester van Elsloo

Timmers' nalatenschap betreft vooral de vele publicaties over kunsthistorische onderwerpen. Door de veelheid van functies die hij vervulde, nam hij een vooraanstaande positie in in het Limburgse kunstleven. In Sittard legde hij de basis voor Museum Het Domein; in Maastricht hielp hij zowel het Bonnefantenmuseum als de Jan van Eyck Academie aan adequate huisvesting.

### Museumcollecties
Nog tijdens zijn studie gaf Timmers een aantal waardevolle voorwerpen in bruikleen aan het Aartsbisschoppelijk Museum in Utrecht. Een rijkversierd middeleeuws handschrift bevindt zich thans nog in de collectie van de Utrechtse Universiteitsbibliotheek. Een Maaslandse Sedes Sapientiae uit het privébezit van Timmers bevindt zich thans in het Bonnefantenmuseum.
Het oude LGOG-museum in Maastricht, dat vóór zijn komst niet veel meer was dan een oudheidkamer, maakte in de periode Timmers de stap naar volwaardig museum van kunst en oudheden. Timmers breidde de museumcollectie aanzienlijk uit met houten beelden (onder andere uit de collectie van het Bisschoppelijk Museum), Maastrichts zilver en Luiks-Akense meubels. Verder wist hij belangrijke bruiklenen uit de rijksdepots te verkrijgen. In 1948 haalde hij 25 schilderijen van de Stichting Nederlandsch Kunstbezit (later ICN; nu Rijksdienst voor het Cultureel Erfgoed) naar Maastricht; later volgden er meer. Hiermee kreeg het museum de beschikking over een aardige collectie Zuid-Nederlandse en Italiaanse schilderkunst (waarvan in 2007 een deel, afkomstig uit de Goudstikker-collectie, moest worden afgestaan).
Timmers maakte tevens een begin met een bescheiden collectie hedendaagse kunst in het Bonnefanten. De directeur hield echter niet van abstracte kunst en de lijst met namen van kunstenaars waarvan hij werk verwief weerspiegelt dat: Henri Jonas, Hubert Levigne, Charles Eyck. In 1951 kocht het museum 28 schilderijen van de dichter-schilder Pierre Kemp. In de periode Timmers kon het museum tevens beschikken over belangrijke bruiklenen van de Stichting Limburgs Kunstbezit, onder andere werk van Aad de Haas en Carel Willink.
Begin jaren 1970 was hij betrokken bij de renovatie en herinrichting van het Spaans Gouvernement aan het Vrijthof, om de hoek van Timmers' woonhuis in de Papenstraat. De dichtgemetselde renaissance-arcade aan de achterkant van het gebouw werd op instigatie van Timmers vrijgemaakt. In de tuin verrees een modern paviljoen (sinds 2011: TEFAF-paviljoen) dat onderdak bood aan waardevolle lambriseringen uit het gesloopte Huis Vilain XIIII aan de Tongersestraat, door Timmers van het Rijksmuseum losgepeuterd. Het gebouw werd ingericht met de kunstcollectie van het echtpaar Wagner-De Wit, aangevuld met Luiks-Maastrichtse meubels uit de 18e eeuw. In 1973 opende het Museum Spaans Gouvernement, thans Museum aan het Vrijthof geheten.

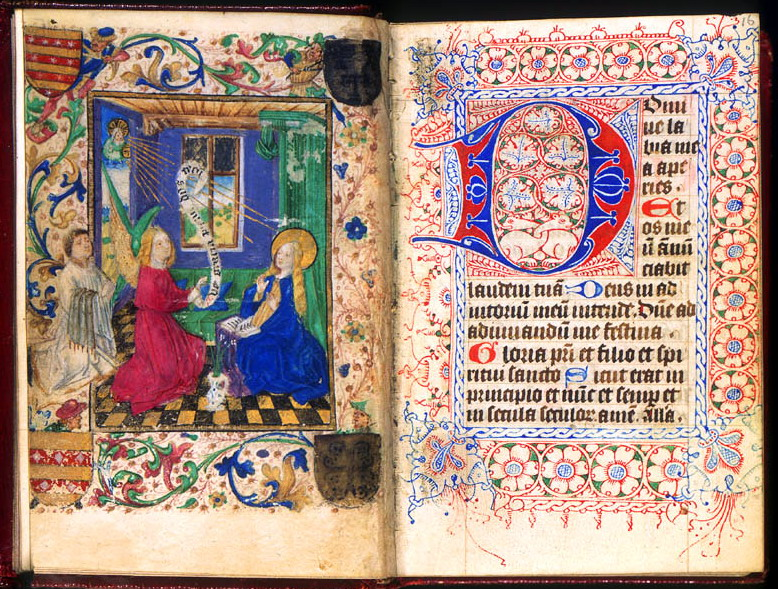
Utrechts getijdenboek, bruikleen van Timmers, nu in de UB Utrecht
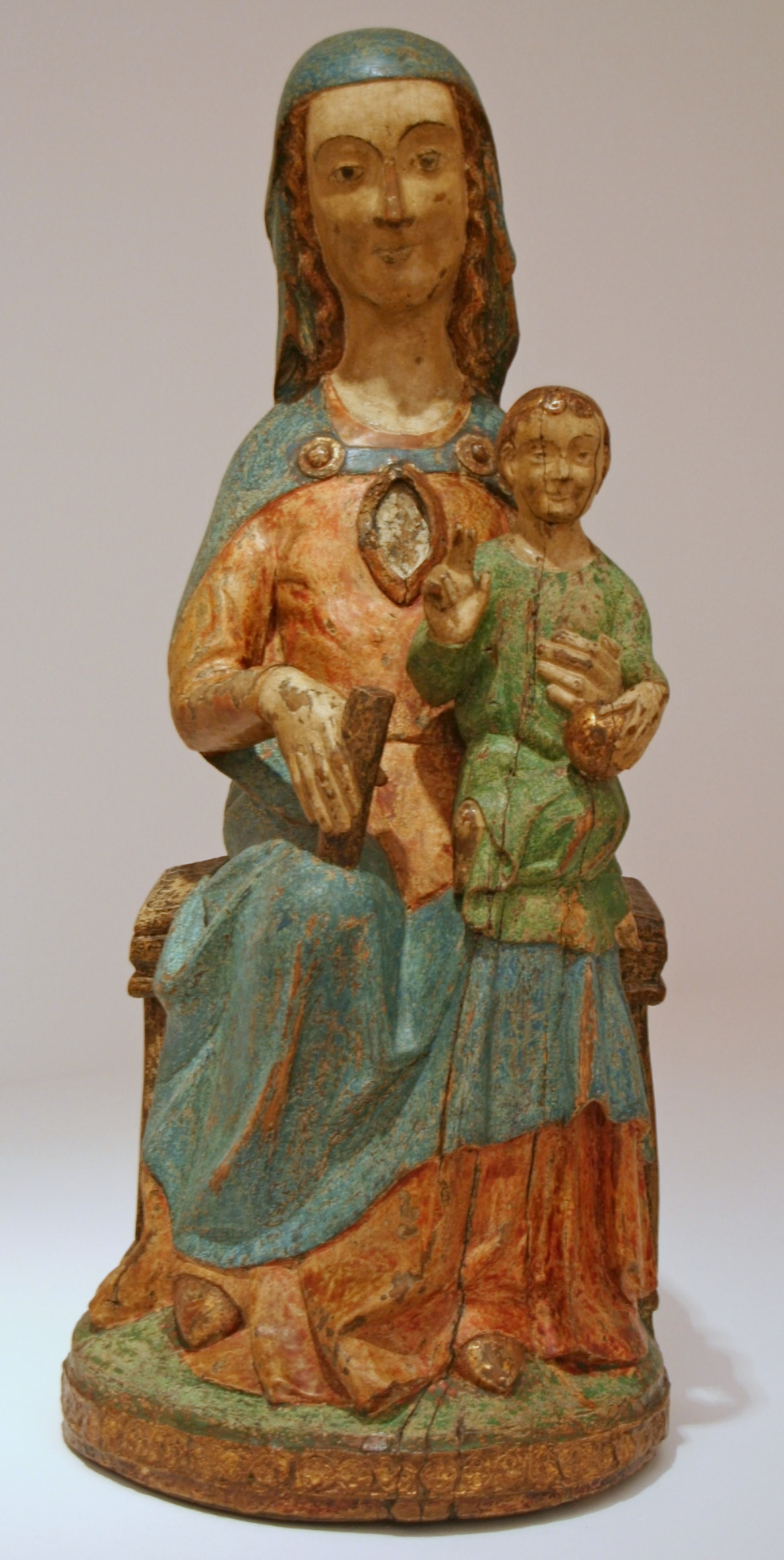
Sedes Sapientiae, privé-eigendom Timmers, nu Bonnefantenmuseum
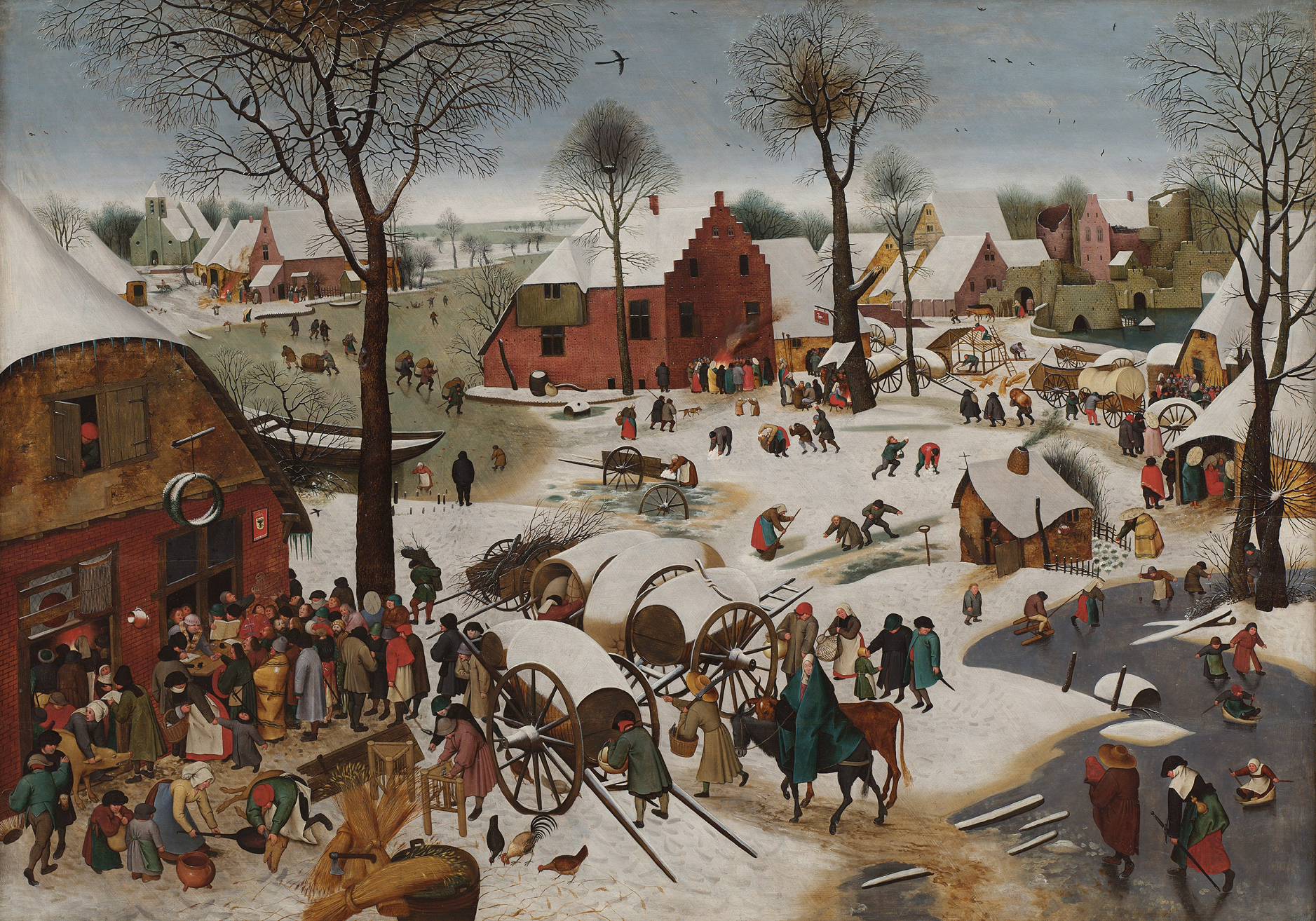
Volkstelling te Bethlehem, Pieter Brueghel de Jonge, bruikleen RCE
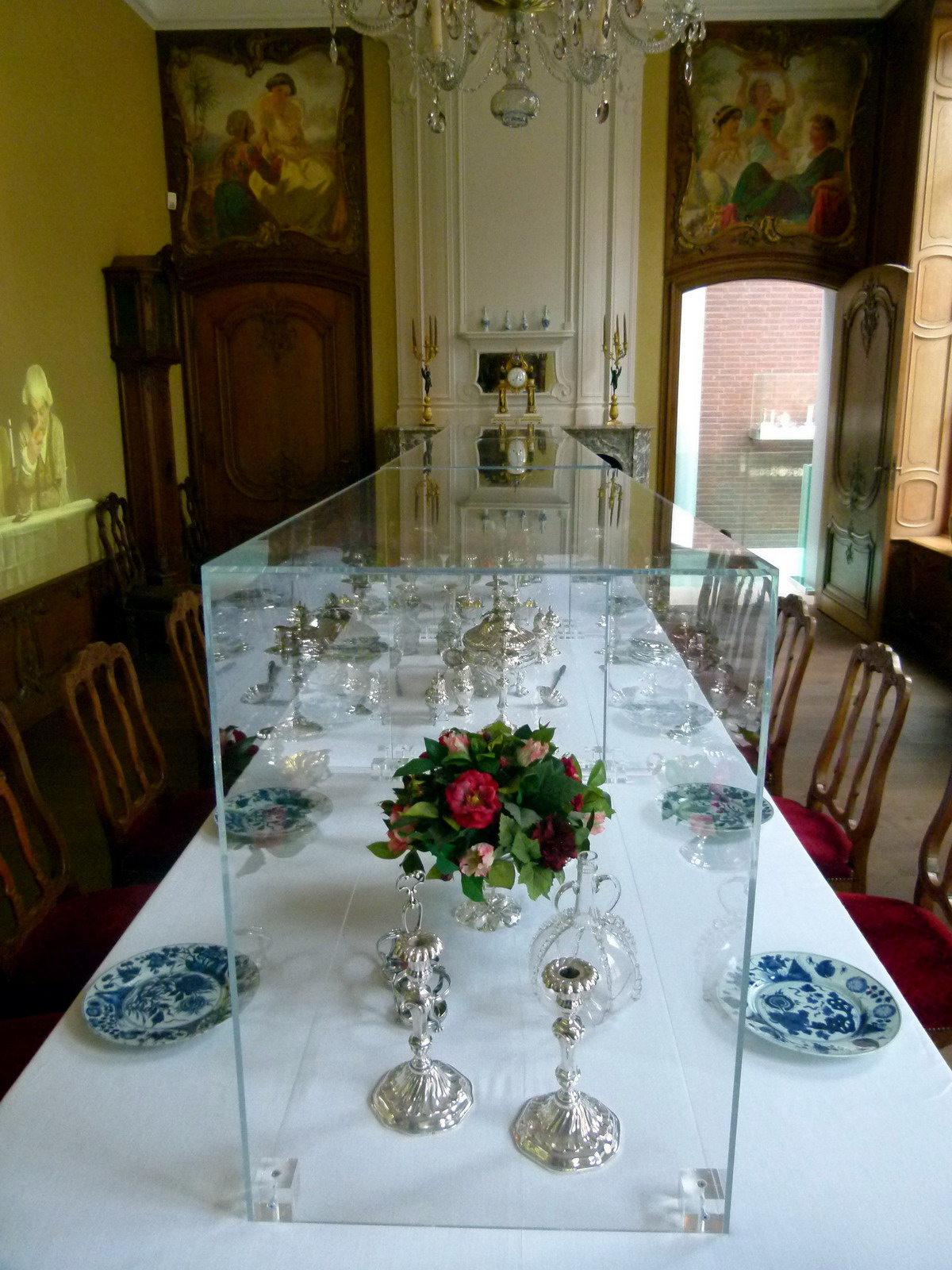
TEFAF-zaal, Museum aan het Vrijthof